# Lars Hansen (portrætmaler)
 Der er flere personer med dette navn, se Lars Hansen.
Lars Hansen (født 25. juli 1813 i Rønne på Bornholm, død 10. august 1872) var en dansk portrætmaler.
Lars Hansen var søn af fisker og sømand Hans Tobiassen. Trods faderens fattige kår kom han til København, blev malersvend, gennemgik Kunstakademiet og malede hos J.L. Lund. Til dels på egen hånd lagde han sig efter portrætmaleriet; et af hans første portrætter var af blomstermaler C.D. Fritzsch; derefter malede han et ikke særlig interessant portræt af Oehlenschläger, hvilket han selv litograferede. I København og provinserne malede han i 1836-40 en del portrætter, tog derpå til Gøteborg, hvor han blev i to år og tilbragte derefter 20 år i Stockholm som en ret vel anset portrætmaler. svækkelse på synet nødte ham til at opgive sin kunst, han rejste til København igen, tilbragte fem år i Italien og døde ugift i sin hjemstavn.